# 가운데귀
가운데귀(영어: middle ear) 또는 중이는 바깥귀, 속귀와 함께 귀를 구성한다. 가운데귀는 관자뼈 속의 공간에 있고, 가운데귀에는 고실, 귓속뼈, 귀관이 있다. 바깥귀와는 고막을 경계로 나뉜다. 속귀와는 속귀의 난원창(oval window)을 기준으로 나뉜다.

## 같이 보기
- 바깥귀
- 속귀
- 가운데귀염

1. ↑  대한해부학회 의학용어 사전, 대한의협 의학용어 사전 https://www.kmle.co.kr/search.php?Search=middle+ear&EbookTerminology=YES&DictAll=YES&DictAbbreviationAll=YES&DictDefAll=YES&DictNownuri=YES&DictWordNet=YES